# ليروي آرونز
ليروي آرونز (8 ديسمبر 1933 - 28 ديسمبر 2004) (بالإنجليزية: Leroy F. Aarons)‏ صحفي وكاتب مسرحي أمريكي. وهو مؤسس اتحاد الصحفيين المثليين الوطني، وعضو مؤسس في معهد روبرت مينارد للتعليم الصحفي.
ولد في برونكس بنيويورك، ودرس الصحافة في جامعة براون وحصل على درجة الماجستير. خدم في القوات البحرية وبلغ رتبة ملازم. ثم اتجه إلى الصحافة وعمل محررا ومراسلا للعديد من المجلات والصحف ومنها الواشنطن بوست، والتي ظل يعمل فيها سنوات طويلة.
تولى تغطية أهم الأحداث الكبرى في الستينات والسبعينات مثل اغتيال مارتن لوثر كينغ وروبرت كينيدي، وأعمال الشغب في المدن والفضائح الحكومية. وكذلك فضيحة ووترغيت. وخارج أمريكا غطى الحرب بين إسرائيل ولبنان في عام 1982.

## روابط خارجية
- ليروي آرونز على موقع IMDb (الإنجليزية)